# 君士坦提烏斯二世
君士坦提乌斯二世（拉丁語：Constantius II），全名为弗拉维乌斯·尤利乌斯·君士坦提乌斯（拉丁語：Flavius Julius Constantius，希腊语：Κωνστάντιος，公元317年8月7日-361年11月9日）是罗马帝国皇帝（337年至361年），也是君士坦丁大帝之子。从337年到361年，他统治期间萨珊王朝和日耳曼人在罗马帝国的边界发起不断的入侵战争，而罗马帝国的内部经历了多次内战，宫廷阴谋和篡夺。他的宗教政策激起了家庭冲突，这种冲突在他去世后仍然继续。
君士坦提乌斯二世是君士坦丁大帝的儿子，于是在324年11月8日将他提升为凯撒，君士坦丁大帝死后，君士坦提乌斯二世与他兄弟君士坦丁二世和君士坦斯一世于是在337年9月9日成为奥古斯都。他迅速实行他的大屠杀。在大屠杀里，他杀了尤利乌斯·君士坦提乌斯，達爾瑪提烏斯和几个堂兄，鞏固他的权力和统治。三兄弟将羅馬帝國分割，君士坦提乌斯二世统治东部帝国各省，包括君士坦丁堡，色雷斯，小亚细亚，叙利亚，埃及和昔兰尼加。在此后的十年，对萨珊王朝战争昂贵的军费使君士坦提乌斯花了大部分的时间与精力。同时，他的兄弟君士坦丁二世与君士坦斯一世在西部帝国的行省进行了战争，使前者在340年入侵意大利失败而死亡，后者成为西部帝国唯一的奥古斯都。剩下的两兄弟彼此保持着不安的状态，直到公元350年君士坦斯被篡位者马格嫩提乌斯推翻而被暗杀。
君士坦提乌斯不愿意接受马格嫩提乌斯作为共治者，于是与他发动战争展开内战。在351年的穆尔萨战役和353年的蒙斯战役中击败了他。马格嫩提乌斯在后战役之后自尽，使君士坦提乌斯二世成为帝国唯一的统治者。公元351年，君士坦提乌斯将表哥君士坦提乌斯·加卢斯提升为凯撒，以便能控制在东部帝国的统治，但三年后他在收到有关加卢斯的暴力和严厉的腐败性质消息后，君士坦提乌斯就把他处决了。此后不久，在355年，君士坦提乌斯将他最后一个幸存的堂兄加卢斯的同父异母兄弟尤利安提升为凯撒。
作为皇帝，君士坦提乌斯提倡阿里乌教派，通过禁止祭祀和关闭異教神庙来迫害異教徒，並颁布了歧视犹太人的法律。他在对日耳曼人的军事行动取得胜利：他于是在354年击败阿拉曼尼人，在357年越过多瑙河与夸迪人和萨尔马提亚人进行对抗。自从350年以来，罗马帝国与萨珊王朝一直属于在停滞状态，直到359年重新爆发战争並攻陷东部的几个要塞后，君士坦提乌斯于是在360年前往东部帝国以恢复稳定。但是在360年，尤利安被高卢部队擁立为皇帝（奥古斯都），君士坦提乌斯尝试说服尤利安退位失败后，导致了两者之间的战争。君士坦提乌斯立刻集结东部军团，向西部出发。但是，当他到达摩普绥提亚时，他已经病重，死于361年11月3日，逝世前命尤利安作为帝国的继承人，這個安排是為了保護他年輕且懷孕的妻子。

## 早期生平

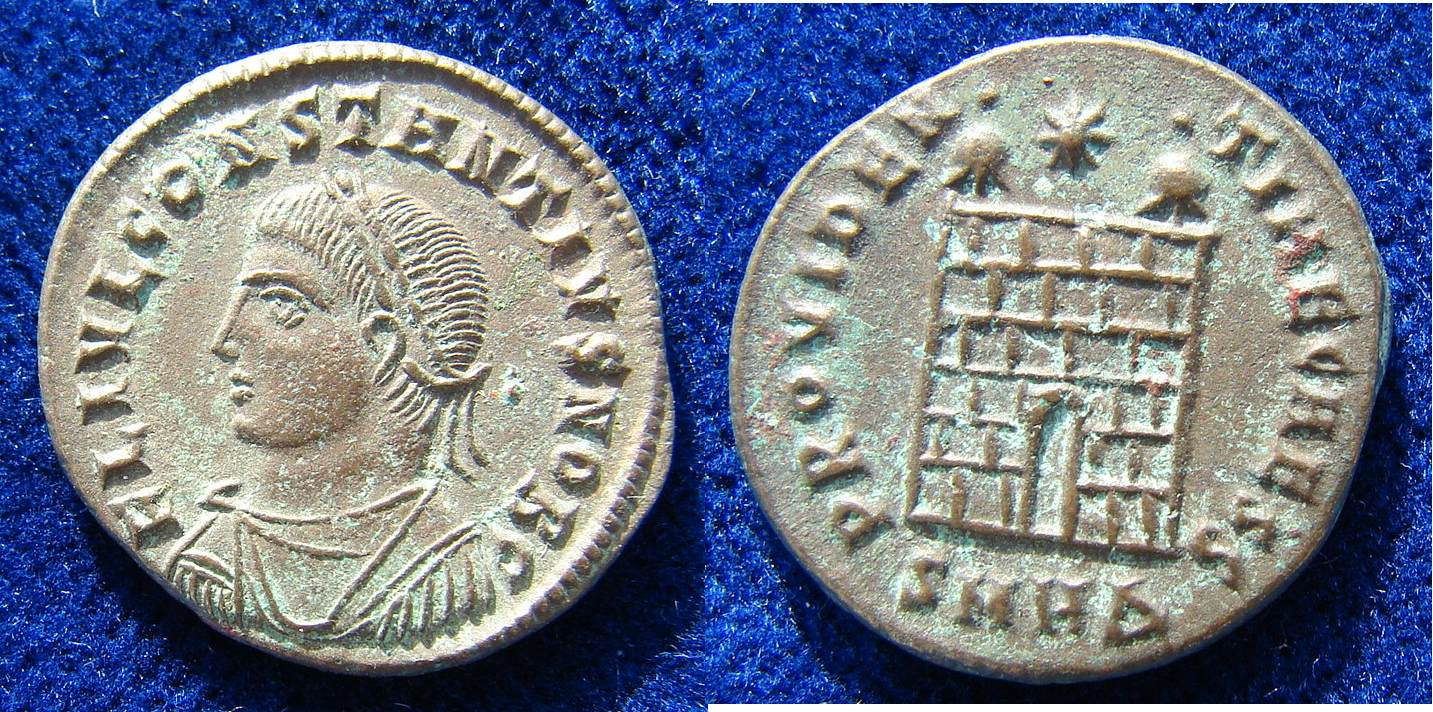
早期君士坦提乌斯二世在325年为凯撒地区赫拉克利亚的硬币（福利斯） （follis of Heraclea 325

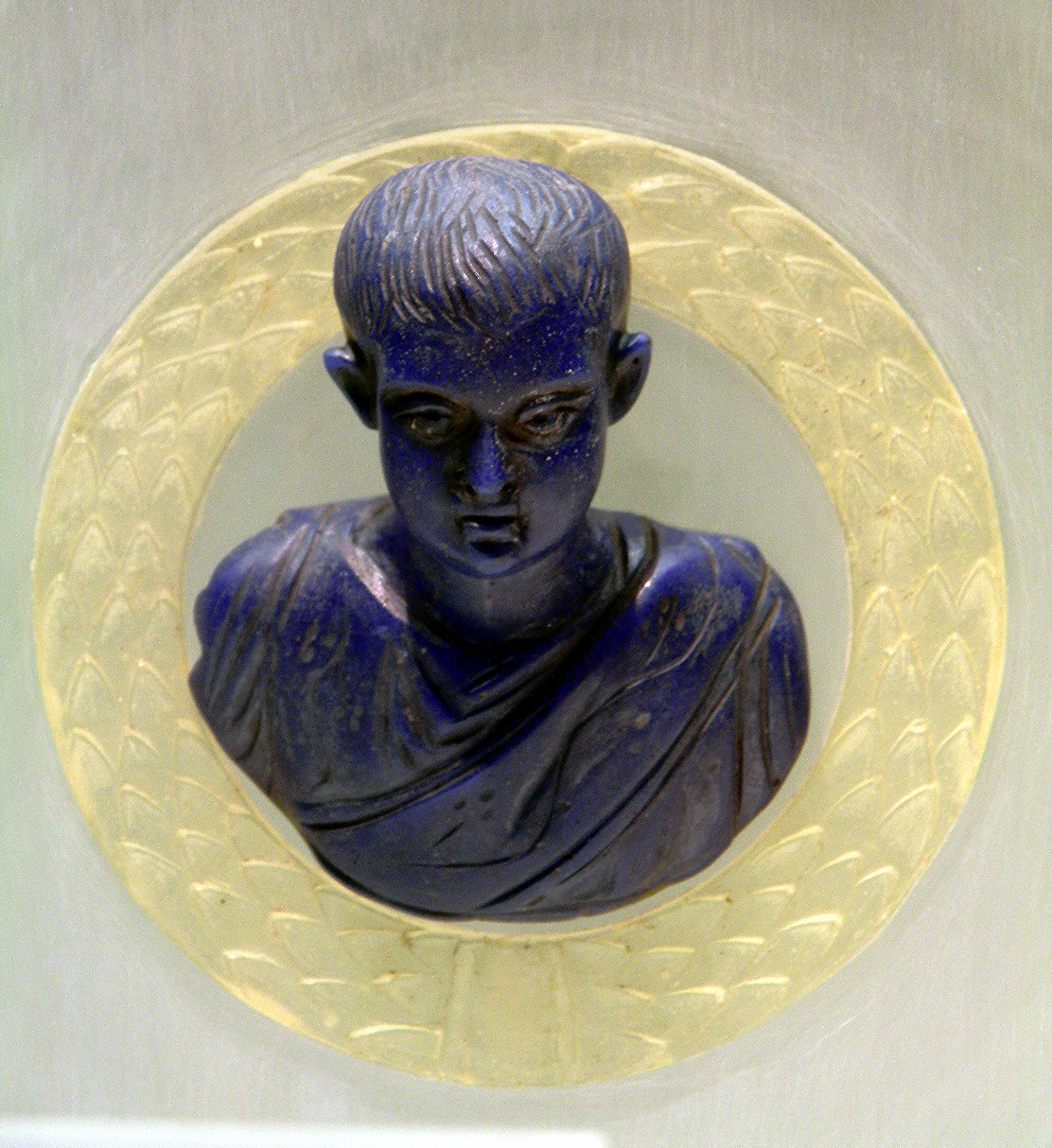
君士坦提乌斯二世的半身像，而他是一个王子，罗马日耳曼博物馆， 科隆

君士坦提乌斯二世（317年）出生在西锡尔米乌姆，下潘诺尼亚。他是君士坦丁大帝的第三个儿子，其次是马克西米安的女儿福斯塔的儿子。君士坦丁堡由其父亲于324年11月8日建造。336年，亚美尼亚发生宗教动乱，君士坦丁大帝与波斯国王沙普尔二世之间关系迅速紧张导致罗马与萨珊王朝之间爆发战争。尽管君士坦丁大帝为战争作了初步准备，但他还是病倒了，並派君士坦提乌斯二世向往东部指挥在东部边疆的军团。在君士坦提乌斯二世到达前，可能是波斯国王的兄弟纳西斯将军占领了美索不达米亚並占领了阿米达。君士坦提乌斯二世迅速袭击了纳西斯，並在遭受了小小的挫折之后在纳拉萨战役中击败並杀死了纳西斯。君士坦提乌斯二世占领了阿米达，並开始对该城市的重大整修，增强了城市的道路和修复城墙並建造了大型塔楼。他还在埃及附近的腹地建立了新的据点，命名为安提诺波利斯。

## 东方的奥古斯都

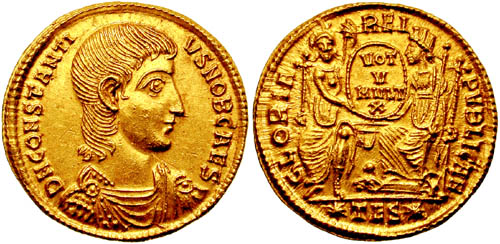
君士坦提乌斯·加卢斯黄金硬币。他是君士坦提乌斯二世的父亲堂兄，在350年被君士坦提乌斯二世封为凯撒，並娶了皇帝的妹妹圣君士坦提娜。然而，他对东部帝国的省份管理不善导致他在354年垮台並死亡

337年初，君士坦提乌斯在得知父亲即将去世的消息赶往君士坦丁堡。君士坦丁大帝去世后，君士坦提乌斯在圣使徒教堂举行了盛大的葬礼。据推测，父亲去世后不久，君士坦提乌斯下令对他的祖父克洛鲁斯·君士坦提乌斯的第二次婚姻的亲属进行大屠杀，尽管细节尚不清楚。欧特罗皮乌斯在350年至370年之间写作，指出君士坦提乌斯只是批准“该行为，而不是命令它”。大屠杀杀害了两名君士坦提乌斯叔叔和他的六个表兄弟，包括汉尼拨利安和达尔玛提。这埸大屠杀使君士坦提乌斯二世，他的哥哥君士坦丁二世，弟弟君士坦斯一世以及三兄弟堂兄弟加卢斯，尤利安和尼波特亚努斯成为君士坦丁家族唯一幸存的男性亲戚。

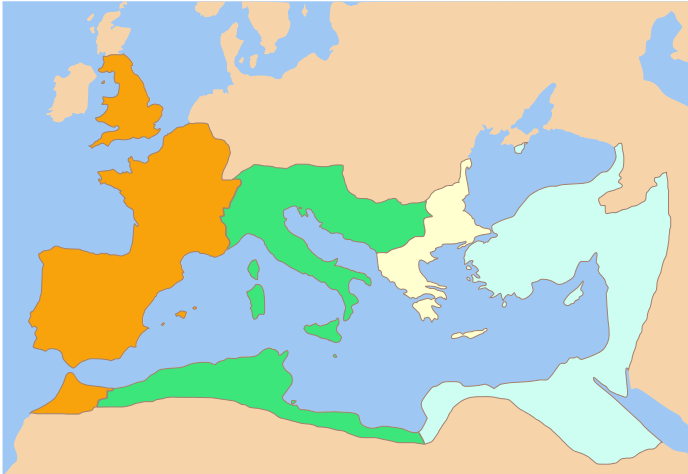
达尔玛提死前由君士坦丁大帝任命为罗马帝国东部的凯撒，他的领土在君士坦斯一世和君士坦提乌斯二世之间刮分

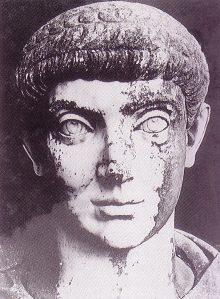
君士坦提乌斯二世年轻时的半身像, 卡皮讬林博物馆

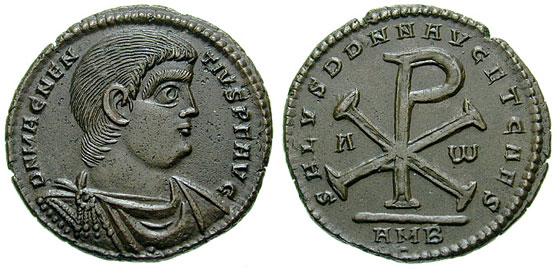
马格嫩提乌斯的青铜硬币

不久之后，君士坦提乌斯在西锡尔米乌姆的潘诺尼亚与他的兄弟们见面，正式刮分帝国。最初由君士坦提乌斯二世接受了东部帝国各省，包括君士坦丁堡，色雷斯，小亚细亚，叙利亚，埃及和昔兰尼加；君士坦丁二世接受了不列颠尼亚，高卢，西班牙和毛里塔尼亚；君士坦斯一世接受了意大利，阿非利加，伊利里亚，潘诺尼亚，马其顿和亚该亚。
君士坦提乌斯随后急忙前往东部帝国的城市安条克继续与萨珊王朝战争。君士坦提乌斯于是在337年离开东部边境时，波斯国王沙普尔二世组建了一支由战象组成的大军，对罗马帝国边境的行省发动进攻，使美索不达米亚暂时被攻占和尼西比斯陷入地下围城。尽管初步取得了胜利，但沙普尔的军队错过了利用倒塌的墙进攻的机会之后仍然撤退。当君士坦提乌斯得知沙普尔与他的军队从罗马的领土撤退时，他为反击做了准备。
君士坦提乌斯一再捍卫东部帝国边界的萨珊王朝，以抵抗萨珊王朝在沙普尔的领导下进行的入侵。这些战争地点主要限于美索不达米亚主要堡垒的萨桑尼·塞格斯，包括尼西比斯，辛加拉，阿米达。尽管在大多数的战争中，沙普尔似乎取得了胜利，但萨珊王朝卻收效甚微。但是，罗马人在纳拉萨战役中赢得了决定性的胜利，杀死了沙普尔的兄弟纳西斯。最终，君士坦提乌斯捍卫了萨珊王朝的入侵，而沙普尔没有取得任何重大的进展。
同期間的340年，西方的君士坦丁二世覬覦三弟君士坦斯一世的領地控制權，兄弟俩遂爆發内战，結果君士坦丁二世在阿奎莱亚附近兵敗被殺。君士坦斯一世接收了君士坦丁的領地，成为統治罗马帝国三分之二领土的奥古斯都。这种状態持续了十年，直到君士坦斯一世於350年被篡位者马格嫩提乌斯的部队暗杀身亡，東西部帝國的警鐘才又打響。

### 对抗篡位者
作为君士坦丁大帝唯一幸存的儿子，君士坦提乌斯感到他的皇帝之位是有威胁性的，他决心向西部帝国进军与篡位者马格嫩提乌斯作战。但是，由于东部帝国仍然需要有家族成员控制，他将表哥君士坦提乌斯·加卢斯提升为东部帝国的凯撒。为了确保表弟能效忠于他，于是君士坦提乌斯让他另外嫁给君士坦提乌斯的姐姐圣君士坦媞娜。
君士坦提乌斯首先来到伊利里亚，在面对马格嫩提乌斯之前，马格嫩提乌斯的另一位篡位者维特拉尼奥发了一张投诚信来表示忠实于他，君士坦提乌斯可能只是为了阻止马格嫩提乌斯而获得更多的支持者而接受了。这个事件可能是由君士坦提乌斯的行动所激发的，自从以后，圣君士坦提娜前往东部帝国与加卢斯结婚。君士坦提乌斯随后向维特拉尼奥送出了王冠。然而，当到达君士坦丁堡后，维特拉尼奥自愿辞去他的职务，並接受君士坦提乌斯的赏赐前往比提尼亚享受退休生活。
351年9月28日，君士坦提乌斯的军队与马格嫩提乌斯的军队於潘诺尼亚爆發穆尔萨战役，該戰役是罗马史上最血腥的战役之一。结果，君士坦提乌斯以惨重的代价获得胜利。马格嫩提乌斯在战斗中幸存下来，並决定撤回意大利北部。但是，君士坦提乌斯並没有乘胜追击，而是将注意力转移到多瑙河防线上，在那里他花了一年的时间在多瑙河对抗萨尔马提亚人。在完成对抗萨尔马提亚人的事情后，君士坦提乌斯向意大利进军。这个行动导致意大利各城市的省长开门投降并效忠于他，並驱逐马格嫩提乌斯的驻军。马格嫩提乌斯再次撤退到高卢南部。
353年8月，君士坦提乌斯与马格嫩提乌斯发动最后一次战争——蒙斯战役，最後依然是由君士坦提乌斯取得胜利。马格嫩提乌斯眼見大勢已去，於是在是年8月10日自杀。

## 帝国唯一的统治者

### 加卢斯之死

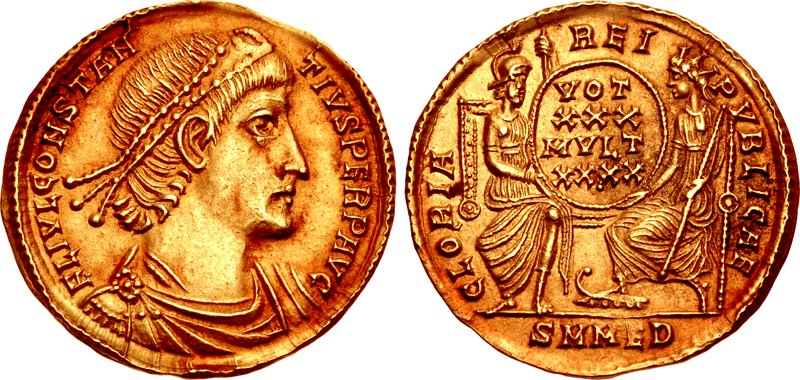
金币 在米兰发行于354-357年. 背面字读为"共和国的荣耀"

君士坦提乌斯在353和354年的其余时间中，大部分的时间用于在多瑙河边境与阿拉曼尼人作战。君士坦提乌斯取得胜利，阿拉曼尼人的袭击暂时停止。在此期间，君士坦提乌斯一直收到有关其表哥加卢斯的举动的令人不安的消息。可能因这些消息，君士坦提乌斯与阿拉曼尼人缔结了和约，並前往麦地那农（米兰）。
在麦地那农，君士坦提乌斯先召见乌尔西奇努斯也就是骑士统领，他怀疑乌尔西奇努斯煽动加卢斯，以制造叛乱及篡夺自己的皇位机会。君士坦提乌斯然后召集加卢斯和圣君士坦提娜。为了获得君士坦提乌斯的信任，圣君士坦提娜留在比提尼亚。但不久后，她就在那边病死了。同时，加卢斯听到圣君士坦提娜消息后，他开始犹豫不决。然而，君士坦提乌斯的使者尝试说服他上任奥古斯都失败，加卢斯抓住了间接，离开安条克前往西部帝国去见君士坦提乌斯。加卢斯在君士坦丁堡的竞技场举行了战车比赛並为胜利者加冕，这僅是对奥古斯都的羞辱，而且他无礼的态度並激怒了君士坦提乌斯。为了进一步使加卢斯脱离任何军队的保护，君士坦提乌斯将加卢斯会经过路上的城镇的驻军撤离。
当加卢斯赶到普图伊的诺里库姆时，巴尔巴蒂奥包围宫廷並将其抓获，但向他明确地表示不是来伤害他。加卢斯被带到伊斯特拉縣的普拉（现代克罗地亚的普拉）。在那里，加卢斯被一些君士坦提乌斯法院的执政官，包括宫殿太监尤西比乌斯和军官阿波德米乌斯讯问，加卢斯却将所有的责任推卸给圣君士坦提娜。这样的行为极大激怒了君士坦提乌斯，以直于他下令立即处决加卢斯。然后，他在下令后立刻改变主意，下令让加卢斯免职。不幸的是，这个命令的消息被尤西比乌斯隐瞒，导致加卢斯已被处决。

### 宗教政策

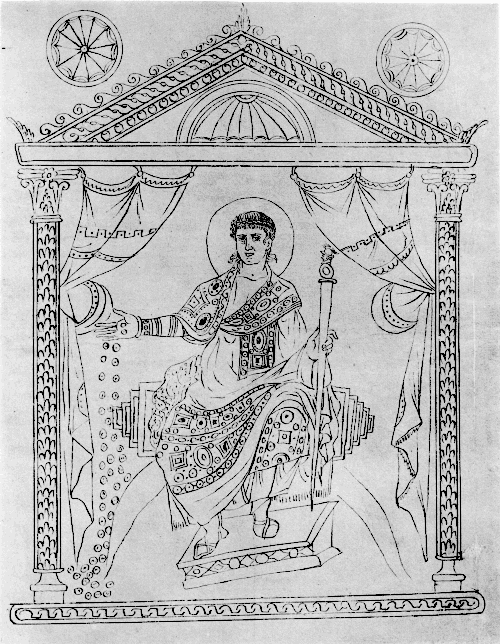
这幅画中表示在354年所描绘的君士坦提乌斯二世（卡洛林文艺复兴时期的副本）

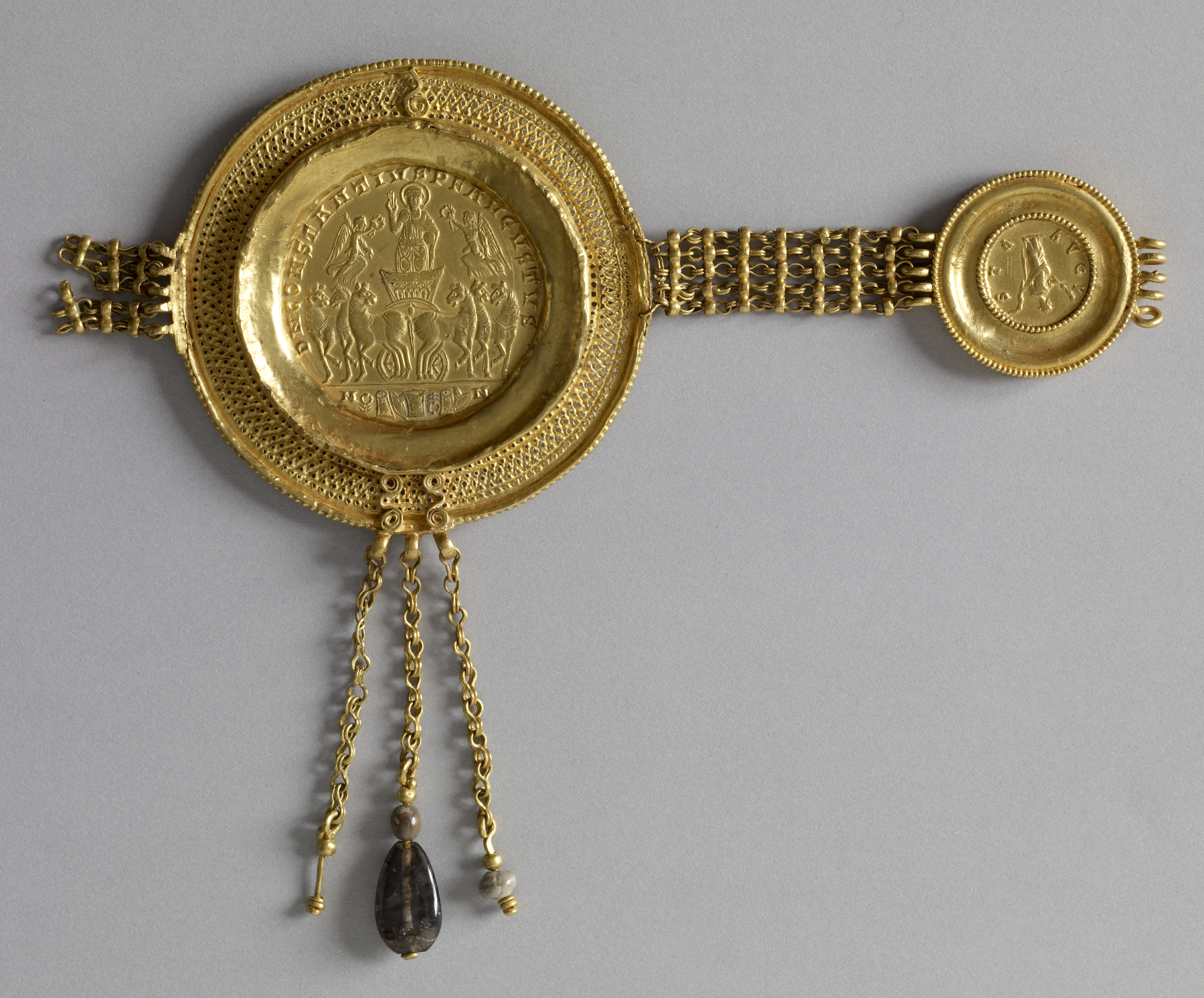
皮带的此部分包含两个金牌。较大的硬币描绘了战车上皇帝的胜利。（沃尔特斯艺术博物馆）

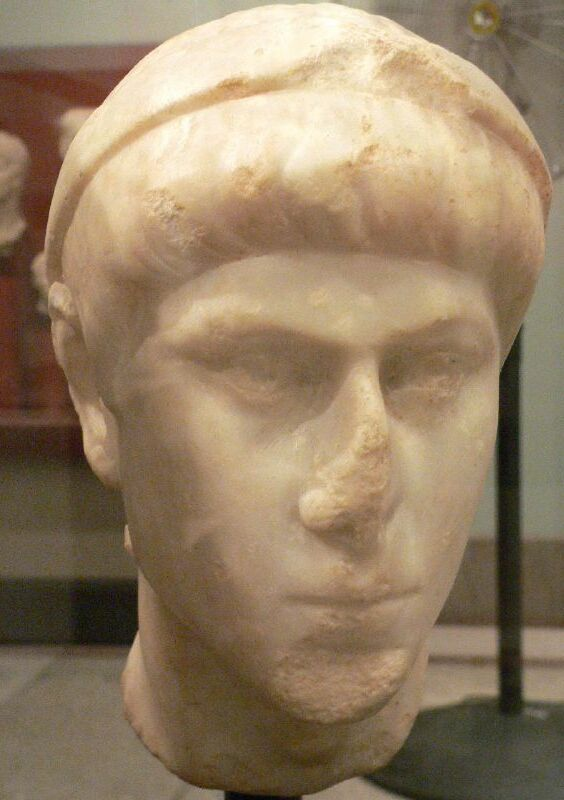
君士坦提乌斯二世的半身像（宾夕法尼亚大学考古学与人类学博物馆）

### 异教
尽管君士坦提乌斯颁布了一些法令，但他从未试图解散各种罗马神教学院或维斯塔贞女学院，他从未与各种异教学院勾结过。有时，他还是尽量保护异教徒。实际上，他甚至下令在非洲选一位神父来当任大祭司。而且，大祭司和他死后被罗马元老院神化。即在君士坦提乌斯死后的二十多年（格拉提安统治时期），任何异教徒都抗议他对待他们的宗教。

### 基督教
尽管常被认为是阿里乌教派主义者，君士坦提乌斯最终还是选择尼西亚信经，可追溯君士坦丁大帝统治时期。在他统治期间，他试图塑造基督教教会以遵循这一个妥协立场，召集了帝国内各地基督教主教。在359年7月其中最为著名的里米尼会议在锡利夫凯召开。历史学家阿诺德·休·马丁·琼斯写道：“为了纪念他，神学家提出建议，不幸的是，神学家提出的建议最终被否定，而他迫切要求遵循的不满情绪使教会分裂再次开始。”因此，在这传统的教会中，教会不承认里米尼会议所出来结果的信经，君士坦提乌斯不记得谁是教会的教宗，而是任意将自己的信念传至阿里乌教派。
君士坦提乌斯（由他本人或各省罗马总督）颁布基督教有关法令：
- 神职人员免于在公共场合义务。
- 神职人员的儿子也免于在公共场合义务。
- 神职人员及其仆人免税，其家庭以后免税。
- 教堂拥有的地产可免税，但神职人员拥有的地产不可免税。
- 神职人员私有财产问题。
- 主教免于在司法法院受審。
- 基督教妓女只能由神职人员或其他国家受承认的基督教徒购买。

### 犹太教
犹太教在君士坦提乌斯统治下面临着一些严厉的限制，他似乎遵循父亲君士坦丁一世的反犹太人政策。在他统治初期，君士坦提乌斯与他的共治者（君士坦丁二世和君士坦斯一世）颁布了一项双重法令，限制犹太人对奴隶的所有权，並禁止犹太人和基督教妇女之间的婚姻。后来，君士坦提乌斯统一帝国后发布了一项法令，规定已经从基督教转变成犹太教的人将被政府没收全部财产。但是，君士坦提乌斯在这方面的行动可能与犹太教和犹太企业的关系不大。显然，拥有私有产业的犹太企业经常与国内企业竞争。结果，君士坦提乌斯可能已经试图通过限制犹太企业任用熟练工人和奴隶来为国内企业提高优势。
君士坦提乌斯（由他本人或各省罗马总督）颁布犹太教有关法令：
- 本为政府工作转变为为犹太人工作的编织妇女必须重返政府。
- 犹太人不得与基督教妇女结婚。
- 犹太人不得试图将基督教妇女归依犹太教。
- 犹太人购买的任何非犹太奴隶将被国家没收。
- 如果犹太人试图给非犹太奴隶割礼，奴隶将被释放，该犹太人将面临死刑。
- 任何犹太人拥有的基督教奴隶将被带走並获得释放。
- 已经从基督教转变成犹太教的人的财产应由国家没收。

### 进一步危机
355年8月11日，西尔瓦努斯因履受排挤，在高卢叛乱。不到一个月后被镇压。

### 死亡
361年，君士坦提乌斯二世說服尤利安退位失敗，於是他立刻集结东部军团，往西部進軍討伐後者。不料君士坦提烏斯二世於途中染病，当軍隊到达摩普绥提亚时，他已经病重而不久人世。死前，他接受安条克阿里乌教派主教尤佐伊烏斯的洗礼，然后宣布尤利安是他的合法继承者。同年11月3日，君士坦提乌斯二世病故，時年44歲。
跟君士坦丁大帝一樣，君士坦提乌斯二世被安葬在圣使徒教堂。

## 家族

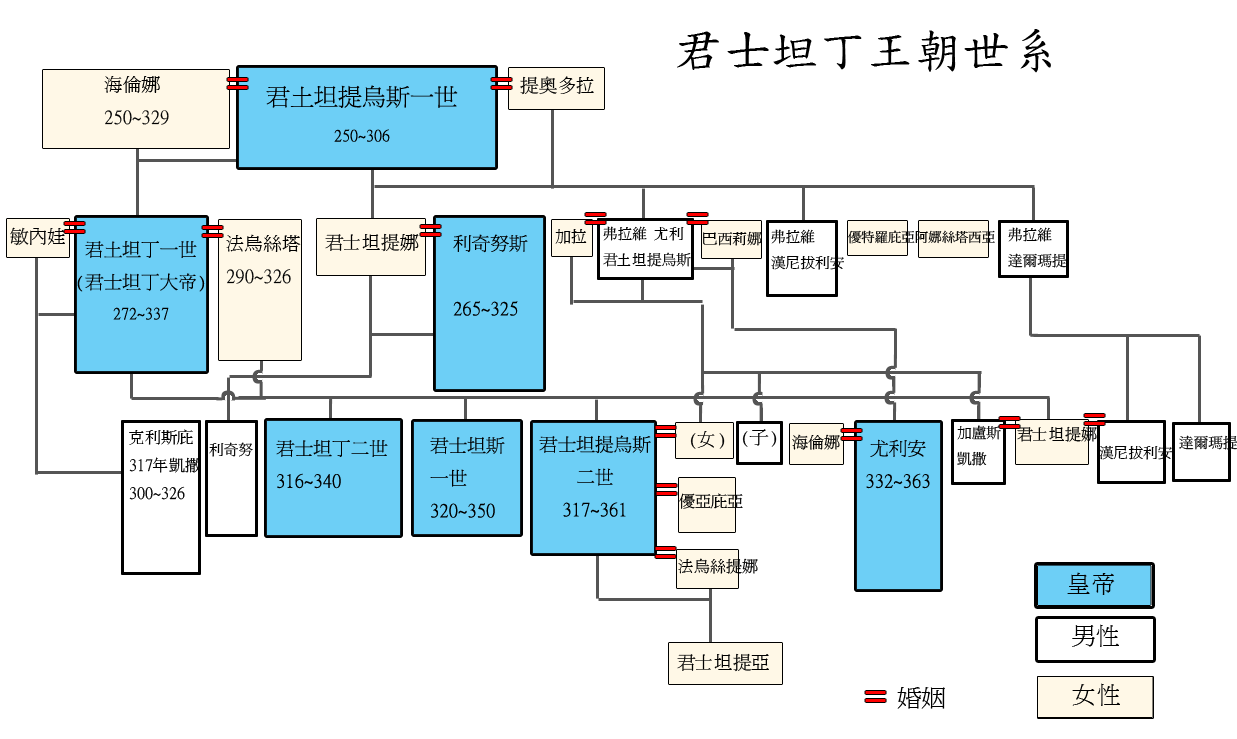
君士坦丁王朝世系图

## 声誉
由于大多数消息来源都对他不利，君士坦提乌斯二世难以被正确判断。阿诺德·休·马丁·琼斯说道，“君士坦提乌斯二世在阿米亚诺斯·马尔的书说道他以一个有尽责任的皇帝出现，但是一个自负而愚蠢的人，是一个容易受奉承的人为猎物。他胆小而可疑，有兴趣的人很容易为自己的利益而当他的恐懼。”但是，肯特和米·赫默指出，“君士坦提乌斯二世遭受了教会和民间的作家无情的折磨。对东正教徒来说，他是阿里乌教派異端邪说的坚定支持者，是‘叛教者’尤利安的支持者，后来许多人加入他的行列，他是一个残暴的杀人犯，暴君，无能为力。”他们接補充道，“事实上，大多数同时代的人都对他抱有很高的敬意，他当然激发了人们对他的忠诚。他的兄弟无法做到的方式。”